# Defense Grid: The Awakening
Defense Grid: The Awakening is een torenverdedigingsspel ontwikkeld en uitgegeven door Hidden Path Entertainment op 8 december 2008. Op 2 september 2009 kwam er een Xbox Live Arcade-versie uit dat uitgegeven werd door Microsoft Studios. De Mac OS X-versie werd uitgegeven op 7 juli 2010.

## Gameplay
Het spel draait om een planeet dat een uitgeschakeld verdedigingssysteem heeft. De planeet wordt tijdens het spel aangevallen door aliens. De speler moet een verdediging bouwen van verschillende soorten torens om zo snel mogelijk de aanvallende aliens te doden. Naarmate de speler vordert in de levels, komen er steeds moeilijkere vijanden. Zo komen er later vliegende vijanden die alleen door bepaalde torens geraakt kunnen worden.
De aliens die aanvallen volgen een bepaalde weg die gemanipuleerd kan worden door verdediging op bepaalde strategische plekken te plaatsen. Wanneer de aliens deze weg richting het einde hebben gevolgd, pakken ze een aantal stroomkernen op om die vervolgens dezelfde weg terug, of een andere kant uit, met zich meedragen. Om te zorgen dat deze kernen niet gestolen worden, moeten de aliens die ze bij zich dragen gedood worden. Vervolgens vliegt de kern langzaam via de genomen route terug naar zijn originele plek. Tijdens deze vlucht kan de kern opgepakt worden door andere aliens, die zich direct omdraaien. Hoe verder de kern vanaf de basis is, hoe groter de kans dat die opgepakt wordt door een andere alien en verloren gaat.
Om een level uit te spelen moet de speler alle aanvallende aliens doden en ten minste één stroomkern behouden. Hoe meer kernen er behouden worden, hoe groter het aantal punten van de speler wordt aan het einde van het level.

## Downloadbare inhoud
De eerste Downloadbare inhoud voor Defense Grid was Defense Grid: Borderlands en voegde een aantal levels toe aan het spel. De volgende DLC kwam uit in juni 2010 in vier delen. Elke week van juni werden er twee nieuwe mappen uitgegeven, samen genaamd Defense Grid: Resurgence. December 2011 kwam het volgende pakket uit, genaamd Defense Grid: You Monster. Hiermee werd een nieuwe verhaallijn toegevoegd en een aantal mappen. In december 2012 werd de Community Levels DLC uitgegeven. Deze DLC voegde een aantal mappen toe die waren gecreëerd door de community en was later gratis te downloaden als men zich inschreef voor de nieuwsbrief van Hidden Path Entertainment. In januari 2013 werd Defense Grid: Containment uitgegeven. Deze DLC bevat acht nieuwe mappen die in de verhaallijn het gat zou overbruggen tussen Defense Grid: The Awakening en het geplande vervolg Defense Grid 2.

## Ontvangst
| Beoordeeld door             | Platform | Datum            | Score |
| --------------------------- | -------- | ---------------- | ----- |
| GamePro (USA)               | Windows  | 12 december 2008 | 90%   |
| IGN                         | Xbox 360 | 1 september 2009 | 89%   |
| GamingHeaven / DriverHeaven | Windows  | 30 december 2008 | 87%   |
| PC Gameplay (Benelux)       | Windows  | januari 2009     | 85%   |
| Gamers' Temple, The         | Xbox 360 | 2009             | 84%   |
| Game Shark                  | Windows  | 27 januari 2009  | 83%   |
| IGN                         | Windows  | 22 december 2008 | 80%   |
| Gamervision                 | Windows  | 19 december 2008 | 80%   |
| JustPressPlay               | Windows  | 3 januari 2009   | 80%   |
| Tech-Gaming                 | Windows  | 22 december 2008 | 75%   |

## Trivia
- Het spel is opgenomen in het boek 1001 Video Games You Must Play Before You Die van Tony Mott.